# 이혼
이혼(離婚, 문화어: 리혼, 영어: divorce)은 부부가 합의 또는 재판에 의하여 혼인 관계를 인위적으로 소멸(취소)시키는 행위이다.

## 고대의 이혼
고대 국가가 성립되기 전에도 이혼의 형태는 존재하였으나 보통 남편이 아내를 가정에서 추방하는 형태로 존재하였다. 고대 국가의 성립 이후 각 국가에는 언어화, 문서화한 성문법이 등장하였으며 이때 이혼에 대한 조항과 사유를 기술하기 시작하였다. 그러나 서양에서는 19세기 산업 혁명 이전까지, 동양에서는 20세기 초 제1차 세계 대전 이전까지 성문법은 존재하였으나 법적 절차 없이 관습법이나 풍속에 근거하여 남편이 아내를 가정에서 추방하는 형태로 이혼이 진행되었다. 근대 사법체계가 도래한 후 법적 절차에 의거해 이혼이 이루어졌다.

## 대한민국 민법의 이혼
2021년 현재, 민법상 이혼에는 '협의상 이혼'과 '재판상 이혼(조정 이혼, 소송 이혼)'의 두 가지가 있다. 절차상 '협의상 이혼'과 '재판상 이혼', 내용상 '합의 이혼'과 '소송 이혼'으로 분류될 수 있는데, '합의 이혼'은 '협의상 이혼'과 '조정 이혼'을 아우르는 개념이다. 이혼숙려제도는 '협의상 이혼'에만 해당된다. '소송 이혼'을 원할 경우 '조정전치주의' 규정을 따라야 한다. '소송 이혼'은 '재판상 이혼'이라는 개념과 구별하여 '재판에 의한 이혼'이라고 명명하는데, '재판상 이혼'은 상위 개념이고 '재판에 의한 이혼'은 하위 개념이다. '조정 이혼'은 '재판상 이혼'에는 포함되는 개념이나 '재판에 의한 이혼'에는 포함되지 않는 개념인 것이다. 2015년 2월 현재 대법원은 이혼이라는 법률행위에 대해 '파탄주의'가 아니라 '유책주의'를 택하고 있기 때문에 자신의 배우자가 법에서 정한 이혼사유를 발생시킨 경우에만 '소송 이혼' 절차를 진행시킬 수 있고 법정에서 이혼 판결이 내려질 수 있다. 경제적으로 궁핍하여 '소송 이혼' 절차를 밟기 어려운 사람들은 법률구조 보관됨 2014-11-08 - 웨이백 머신 법인인 한국가정법률상담소의 도움을 받아 이혼할 수 있는데, 한국가정법률상담소에는 소속 변호사가 있어 경제적으로 어려운 사람들을 위해 무료로 소송을 맡아준다.
한국에는 1898년 광무개혁 이후 근대적 형태의 이혼 제도가 도입되었다. 일제강점기부터 1978년까지 협의 이혼은 이혼신고만으로 성립하였으나, 부부 중 한쪽(특히, 남편)의 강박이나 사기에 의한 이혼신고를 막기 위해 1977년 12월 31일 민법 제836조가 개정되어 1979년 1월 1일부터는 당사자 양쪽이 가정법원 판사의 협의이혼의사 확인을 받아야만 협의 이혼의 이혼신고를 할 수 있게 되었다. 2000년대 들어서는 부부가 양육 및 친권행사자, 면접교섭권 등 미성년자인 자녀에 관한 중요한 법률적인 문제를 정하지 않은 채 혼인관계만 해소해 자녀들의 복리를 등한시하는 것이 사회적 문제가 되었다. 이 때문에 2007년 12월 21일 민법 제836조의2가 신설되어 2008년 6월 22일부터 이혼숙려제도가 시행되었다. 이혼숙려제도는 부부에게 미성년자인 자녀(임신 중인 자녀 포함)가 있는 경우에는 3개월, 그 밖의 경우에는 1개월의 숙려기간이 지나야만 협의이혼의사 확인을 받을 수 있도록 하는 제도이다. 또, 미성년자인 자녀가 있는 경우에는 확인기일 전에 그 자녀의 양육 및 친권행사자가 정해져야만 협의이혼의사 확인을 받을 수 있다. 그러나, 미성년자인 자녀의 양육 및 친권행사자, 면접교섭권을 합의하거나 미성년자인 자녀가 없는 경우에는 재판상 이혼의 조정제도('조정 이혼')를 이용하여 이혼숙려기간을 거치지 않고 이혼할 수 있다.

### 협의상 이혼 사유
부부는 당사자가 서로 협의하여서 이혼할 수 있다.(민법 제834조) 협의 이혼은 당사자 양쪽에 모두 이혼할 의사가 있어서 이혼의 합의를 한 후 이루어지는 것이므로 어느 한쪽의 의사만으로는 이혼할 수 없으며, 부부 외에 제3자의 의사에 의해서도 이루어질 수 없다.
협의 이혼은 가정법원의 확인을 받아 「가족관계의 등록 등에 관한 법률」이 정한 바에 따라 신고함으로써 그 효력이 생긴다.(민법 제836조)
당사자 사이에 이혼의 합의가 없이 이혼신고가 이루어진 경우에는 그 이혼은 무효이다. 또, 사기 또는 강박에 의해 이혼의 의사를 표시한 때에도 사기를 안 날 또는 강박을 면한 날로부터 3개월 이내에 이혼의 취소를 청구할 수 있다.
협의 이혼을 전제로 재산분할의 협의를 한 경우, 특별한 사정이 없는 한 '재판상 이혼'을 하게 되면 협의 이혼을 전제로 한 재산분할 협의는 효력이 발생하지 않는다.

### 재판상 이혼 사유
부부의 일방은 법에서 정한 이혼 원인이 발생한 때에 가정법원에 이혼의 조정 또는 심판을 청구할 수 있다(840조). 이를 '재판상 이혼'이라고 한다. '재판상 이혼'과 '재판에 의한 이혼'은 다르다. '재판에 의한 이혼'을 '소송 이혼'이라고 한다. '재판에 의한 이혼'은 상대방에게 이혼 의사가 있는가를 묻지 않고 일방적으로 부부관계를 끊는 것이기 때문에 법률상의 원인이 있는 때에만 인정되고 이혼 소장에는 이혼 사유가 기재된다.

#### 조정 이혼
'조정'에 의해 이혼이 마무리가 되면 '조정 이혼'이라고 하고 이는 일반적으로 내용상 '합의 이혼'이며, 조정이 이루어지지 않으면 '소송 이혼' 절차를 밟게 되어 판결을 통해 이혼이 마무리된다. 대한민국은 조정전치주의(調停前置主義)를 택하고 있어 '소송 이혼' 절차를 밟기 전에 '조정' 절차를 반드시 밟아야 한다. 이혼 조정 신청서는 이혼 소장과 달리 이혼 사유 기재가 생략된다. 이혼 조정을 신청하는 경우 재산분할, 위자료, 양육 사항, 친권자 지정 등 부부 간에 합의되지 않은 사항이 있다면 이에 대해 조정을 받을 수 있어 '합의 이혼'의 일환으로 '조정 이혼'을 이용할 수 있다.
이혼 소송을 제기하기 전에 먼저 가정법원에 조정을 신청해야 하며, 조정 신청 없이 이혼 소송을 제기한 경우에는 가정법원이 그 사건을 직권으로 조정에 회부한다. 다만, 다음의 경우에는 조정 절차를 거치지 않고 바로 소송 절차가 진행된다.[「가사소송법」 제2조제1항제1호나목 4) 및 제50조]
1. 공시송달(公示送達)에 의하지 않고는 부부 일방 또는 쌍방을 소환할 수 없는 경우
2. 이혼 사건이 조정에 회부되더라도 조정이 성립될 수 없다고 인정되는 경우

'조정 이혼'이 성사되지 않으면 이혼 사유 기재가 필요한 이혼 소장을 제출하게 되고 '소송 이혼'으로 이행된다. 이혼 소장을 제출했더라도 조정전치주의에 의거해 '조정' 절차를 밟게 되고 '조정 이혼'이 성사되지 않은 경우 '소송 이혼'으로 이행되는 것이다.
조정이 성립되면 조정신청인은 조정성립일부터 1개월 이내에 이혼신고서에 조정조서의 등본 및 확정증명서를 첨부해서 등록기준지 또는 주소지 관할 시청·구청·읍사무소 또는 면사무소에 이혼신고를 해야 한다.

#### 소송 이혼
다음과 같은 이혼사유를 발생시킨 자를 '유책배우자'라고 일컫는다.
1. 배우자가 정조의 의무에 위반되는 부정 행위를 한 때[24][25][26]
2. 정당한 이유 없이 동거·부양·협조의무를 게을리 하여 상대방을 유기한 때
3. 배우자 또는 그 직계존속으로부터 심히 부당한 대우를 받았을 때
4. 자기의 직계존속이 배우자로부터 심히 부당한 대우를 받았을 때
5. 배우자의 생사가 3년 이상 분명하지 않은 때에는 이혼할 수 있도록 구체적으로 예시해 주고 있다.

뿐만 아니라 법률에 예시된 이외의 사유로 인해서 부부관계가 파탄하여 도저히 혼인생활을 계속할 수 없는 때에도 이혼을 청구할 수 있다.
이혼의 청구는 배우자의 부정에 대해 미리 동의했거나 후에 용서한 때 또는 그 부정을 안 날로부터 6개월, 그 사유가 있은 날로부터 2년이 지나면 할 수 없다(841조). 혼인을 계속하기 어려운 중대한 사유가 있을 때에도 마찬가지이다.
가정법원에 이혼을 청구할 경우에 조정을 할 수 없는 때를 제외하고는 우선 조정을 신청하여 양당사자의 대화에 의한 해결을 도모한 후에야만 심판을 청구할 수 있다. 조정이 성립되지 않으면 당사자는 조서등본이 송달된 날로부터 2주일 이내 또는 조서 송달 전에 서면으로 심판을 청구할 수 있다.
가정법원의 심판에 대해서도 불만이 있으면 심판서가 송달된 날로부터 2주일 이내에 고등법원에 항소할 수 있고, 고등법원의 판결에도 불만이 있으면 판결서가 송달된 날로부터 2주일 이내에 대법원에 상고할 수 있다.
이혼 판결이 확정되면 부부 중 어느 한 쪽이 재판의 확정일부터 1개월 이내에 이혼신고서에 재판서의 등본 및 확정증명서를 첨부해서 등록기준지 또는 주소지 관할 시청·구청·읍사무소 또는 면사무소에 이혼신고를 해야 한다.

### 효과
이혼을 하면 혼인을 함으로써 부부 사이에 생긴 신분상·재산상의 모든 권리 의무가 소멸된다. 즉, 부부 사이의 정조의무, 동거·부양·협조의 의무 그리고 부부재산 관계가 소멸한다. 그리고 배우자의 혈족과의 인척관계도 소멸한다.
부모가 이혼한 후 그들의 자녀를 공동으로 양육할 수는 없으므로 구법에서는 양육에 관한 협의가 없는 때에는 부에게 양육권이 귀속되었으나 개정된 친족법에서는 당사자간의 협의에 의하되 협의가 되지 않거나 불능인 때는 당사자의 청구로 가정법원이 자(子)의 연령, 부모의 재산 정도 기타 사정을 참작하여 양육에 필요한 사항을 정하고 언제든지 그 사항을 변경 또는 다른 적당한 처분을 할 수 있도록 하고, 자를 직접 양육하지 아니하는 부모 중 일방에 대하여는 면접교섭권(面接交涉權)을 신설하였다(제837조의 2).
또한 '협의상 이혼'에 대해서는 재산분할청구권(財産分割請求權)을 신설하여 과거의 여성의 불이익을 제거하였으며, '재판상 이혼'은 부부 일방의 책임 있는 사유에 의한 것이므로 잘못 없는 배우자에게 그 타방에 대한 손해배상청구권(제806조)을 인정함은 물론 신설된 재산분할청구권도 인정하고 있다(제843조).
부모가 이혼하더라도 자녀의 신분에는 아무런 영향을 미치지 않으므로 그대로 적출자인 것이며(844조 2항), 어머니와 자녀와의 친족관계도 소멸되지 않아 부모로서의 권리의무를 계속해서 지닌다. 따라서 친권·혼인동의권(808조)·부양의무(974조)·상속권(1000조) 등이 그대로 인정된다.

### 위자료
이혼하는 경우에는 그 이혼을 하게 된 것에 책임이 있는 배우자(유책배우자)에게 이혼으로 인한 정신적 고통(예를 들어 배우자의 혼인 파탄 행위 그 자체와 그에 따른 충격, 불명예 등)에 대한 배상, 즉 위자료를 청구할 수 있다(「대한민국 민법」 제806조 및 제843조).
이혼으로 인한 위자료 청구는 '재판상 이혼'뿐만 아니라 '협의상 이혼', 혼인의 무효·취소의 경우에도 할 수 있다[「대한민국 민법」 제806조, 제825조 및 「대한민국 가사소송법」 제2조제1항제1호다목 2)]. 또한 위자료에는 과실상계의 규정이 준용되므로(「대한민국 민법」 제396조 및 제763조) 부부 쌍방이 혼인파탄에 비슷한 정도의 책임이 있는 경우에는 그 중 일방의 위자료 청구는 기각된다.
이혼시 위자료청구권은 그 청구권자가 위자료의 지급을 구하는 소송을 제기함으로써 청구권을 행사할 의사가 외부적·객관적으로 명백하게 된 이상, 양도나 상속 등 승계가 가능하다.
'위자료'와 '재산분할'은 다른 개념으로서, '위자료'는 부부 일방의 잘못으로 이혼하게 되었을 때 피해자의 정신적 고통에 대해 위로하는 것을 목적으로 하고 '재산분할'은 혼인 중 부부가 공동으로 모은 재산에 대해 본인의 기여도에 따른 상환을 목적으로 한다. 즉 유책배우자도 재산분할을 받을 권리가 있는 것이다. 위자료 청구와 재산분할 청구는 각각 개별적으로 이루어진다.
이혼하는 경우에는 그 이혼을 하게 된 것에 책임이 있는 배우자(유책배우자)에게 이혼으로 인한 정신적 고통(예를 들어 배우자의 혼인 파탄 행위 그 자체와 그에 따른 충격, 불명예 등)에 대한 배상, 즉 위자료를 청구할 수 있다(「대한민국 민법」 제806조 및 제843조).
이혼시 위자료청구권은 그 청구권자가 위자료의 지급을 구하는 소송을 제기함으로써 청구권을 행사할 의사가 외부적·객관적으로 명백하게 된 이상, 양도나 상속 등 승계가 가능하다.

### 재산분할
재산분할은 위자료와 다른 개념이다. '위자료'는 부부 일방의 잘못으로 이혼하게 되었을 때 피해자의 정신적 고통에 대해 위로하는 것을 목적으로 하지만, '재산분할'은 혼인 중 부부가 공동으로 모은 재산에 대해 본인의 기여도에 따른 상환을 목적으로 한다. 따라서, 유책배우자도 혼인기간 중에 재산의 증식·유지에 대한 기여에 따라 재산분할을 요구할 수 있다. 위자료 청구와 재산분할 청구는 각각 개별적으로 이루어진다.

### 판례

#### 가장이혼

##### 무효로 본 판례
- 서자를 적자로 하기 위한 형식상 이혼신고를 하였다 하더라도 신고 당시에 당사자의 쌍방에 이혼의 뜻이 없었을 경우에는 그 이혼은 효력이 생기지 아니하는 것이다.[29]
- 혼인의 파탄이란 사실도 없이 부부가 종전과 다름없이 동거생활을 계속하면서 통모하여 형식상으로만 협의이혼 신고를 하고 있는 것이라면 신분행위의 의사주의적 성격에 비추어 이는 무효한 협의이혼이라 할 것이다.[30]

##### 유효로 본 판례
- 이혼당사자 간에 혼인생활을 실질상 폐기하려는 의사는 없이 단지 강제집행의 회피, 기타 어떤 다른 목적을 위한 방편으로 일시적으로 이혼신고를 하기로 하는 합의가 있었음을 인정할 증거가 없다면 이혼당사자간에 일응 일시나마 법률상 적법한 이혼을 할 의사로서 이혼신고를 한 것으로 인정되고 부부관계는 유효하게 일단 해소되었다고 보아야 할 것이므로 이혼신고가 된 후 제출된 재혼인신고가 유효한지 여부를 가려보지 아니하고는 원래의 혼인관계가 존속함을 전제로 피고인들에게 간통죄의 죄책을 물을 수 없다.[31]
- 피고인들이 해외로 이주할 목적으로 이혼신고를 하였다 하더라도 일시적이나마 이혼할 의사가 있었다고 보여지므로 혼인 및 이혼의 효력발생여부에 있어서 형식주의를 취하는 이상 피고인 등의 이건 이혼신고는 유효하다.[32]
- 청구인은 피청구인이 외국이민을 떠났다가 3년 후에 다시 귀국하여 혼인신고를 하여 주겠다고 하여 이를 믿고 이혼신고를 하였다면 별다른 사정이 없는 한 당사자 간에 일시적이나마 법률상의 부부관계를 해소할 의사가 있었다고 할 것이니 그 이혼신고는 유효하다.[33]
- 협의이혼에 있어서 이혼의사는 법률상 부부관계를 해소하려는 의사를 말하므로 일시적으로나마 법률상 부부관계를 해소하려는 당사자 간의 합의하에 협의이혼신고가 된 이상 협의이혼에 다른 목적이 있더라도 양자 간에 이혼의사가 없다고는 말할 수 없고 따라서 이와 같은 협의이혼은 무효로 되지 아니한다.[34]
- 협의이혼이 가장이혼으로서 무효로 인정되려면 누구나 납득할 만한 특별한 사정이 인정되어야 하고 그렇지 않으면 이혼당사자 간에 일시적으로나마 법률상 적법한 이혼을 할 의사가 있었다고 보는 것이 이혼신고의 법률상 및 사실상의 중대성에 비추어 상당하다.[35]
- 부부가 이혼하기로 협의하고 가정법원의 협의이혼의사 확인을 받았다고 하더라도 호적법에 정한 바에 의하여 신고함으로써 협의이혼의 효력이 생기기 전에는 부부의 일방이 언제든지 협의이혼 의사를 철회할 수 있는 것이어서 협의이혼신고서가 수리되기 전에 협의이혼 의사의 철회신고서가 제출되면 협의이혼신고서는 수리할 수 없는 것이므로 설사 호적공무원이 착오로 협의이혼의사 철회신고서가 제출된 사실을 간과한 나머지 그 후에 제출된 협의이혼신고서를 수리하였다고 하더라도 협의상 이혼의 효력이 생길 수 없다.[36]
- 협의이혼의사 확인절차는 확인당시에 당사자들이 이혼을 할 의사를 가지고 있는가를 밝히는데 그치는 것이고 그들이 의사결정의 정확한 능력을 가졌는지 또는 어떠한 과정을 거쳐 협의이혼 의사를 결정하였는지 하는 점에 관하여서는 심리하지 않는다.[37]

## 기타
1898년 광무 개혁 이후 도입된 근대적 이혼 소송에서는 보통 남자가 여자에게 위자료를 주는 것이 관례처럼 통용되어 왔다. 그러나 1931년 한국의 계몽운동가 박인덕의 이혼 소송에서 박인덕은 남편에게 위자료를 주고 이혼하기도 했다. 박인덕의 이혼은 한국 최초로 여성이 남편에게 위자료를 준 소송으로 기록된다.
그 뒤 광복 이후에도 여성이 잘못하지 않는 이상 보통 남편이 여성에게 위자료를 주는 것이 한국 사회에 관행처럼 여겨졌으나, 1990년대 여성운동가들에 의해 남녀평등과 여성도 경제적 행위의 주체가 될 수 있다는 의견이 제기되면서 과실여부를 떠나 남성이 여성에게 위자료를 주는 관습은 사라지게 되었다.
현재, 영국령 사크섬과 로마 가톨릭교회의 본부인 바티칸 시국을 제외하면 필리핀만이 이혼을 법적으로 허용하지 않는 전세계 유일한 국가이다. 필리핀은 이슬람교를 믿는 사람이나 외국인과 결혼한 사람에게만 제한적으로 이혼을 허용하고 있다.

## 이혼을 소재로 하는 TV 프로그램
- 부부클리닉 사랑과 전쟁
- 우리 이혼했어요
- 돌싱글즈

## 같이 보기
- 간통죄
- 혼인빙자간음죄
- 결혼 제도
- 혼인
- 동거
- 별거
- 위자료

## 관련 기사
- 전봉관. [전봉관의 옛날 잡지를 보러가다 ⑩] 조선의 ‘노라’ 박인덕 이혼사건 신동아 2006년 4월 1일
- 김다슬. ‘이혼 후 싱글’ 가구수 100만 명 넘었다. 경향신문. 2011년 7월 11일.
- 봉건의 굴레 벗어난 교육사업가 박인덕 / 한겨레 21 제 174호, 1997년 9월 11일
- '사장님, 이혼하시면 대출시 불이익 받습니다'/서울 파이낸스 보관됨 2021-08-22 - 웨이백 머신 2013년 2월 6일

## 참고 문헌
1. ↑  “표준국어대사전 - 이혼”. 국립국어원.
2. ↑  민법
3. 1 2  조정 이혼
4. ↑  한숙희. 이혼과 조정 보관됨 2014-07-14 - 웨이백 머신. 법률신문. 2009년 3월 26일.
5. ↑  김소영. 이혼소송 '조정제도' 악용 우려 보관됨 2014-07-14 - 웨이백 머신. 법률신문. 2009년 3월 6일.
6. ↑  신소영. 축구 국가대표 차두리, 법원에 이혼 조정 신청 보관됨 2014-07-14 - 웨이백 머신. 법률신문. 2013년 4월 3일.
7. ↑  김상기. 차두리 합의이혼에 실패… 정식 재판 거친다. 국민일보. 2013년 11월 22일.
8. ↑  엄경천. 가사조정 제도 운용에 관한 몇 가지 문제점 보관됨 2014-07-08 - 웨이백 머신. 법률신문. 2013년 9월 12일.
9. ↑  배인구. 이혼소송만 하는 사람들  보관됨 2014-07-14 - 웨이백 머신. 법률신문. 2013년 6월 10일.
10. ↑  김재홍. 이혼사건, '유책주의' '파탄주의' 끝나지 않은 논쟁 보관됨 2014-07-14 - 웨이백 머신. 법률신문 2014년 5월 23일.
11. ↑  김삼화. 새 이혼소송 모델 정착을 위하여. 국민일보. 2014년 8월 28일.
12. ↑  임미나. 62년만에 간통죄 폐지 이후…"이혼 풍조 달라진다". 연합뉴스. 2015년 2월 27일.
13. ↑  "부모 허락 없이 감히!"…차숙이 결혼 소식에 지식인들 '찬반 논쟁' 한국경제, 2012.5.31
14. ↑  단 1분도 같이있기 싫은데 4주뒤에 또 보자니…“너무하십니다” 해럴드경제, 2013.4.5
15. ↑  이혼과 조정 보관됨 2014-07-14 - 웨이백 머신 법률신문, 2009.3.26
16. ↑  이혼소송 '조정제도' 악용 우려 보관됨 2014-07-14 - 웨이백 머신 법률신문, 2009.3.6
17. ↑  가사조정제도 운용에 관한 몇 가지 문제점 보관됨 2014-07-08 - 웨이백 머신 법률신문, 2013.9.12
18. ↑  “재판상 이혼 사유”. 2014년 10월 6일에 원본 문서에서 보존된 문서. 2014년 9월 26일에 확인함.
19. ↑  이혼소송장
20. ↑  가사소송법
21. ↑  “법정서 맞대면 싫다” 이혼 대리 시대 동아일보, 2004.10.15
22. ↑  이혼 소송의 새로운 양식 해럴드경제, 2014.9.11
23. ↑  “재판상 이혼 절차”. 2014년 10월 7일에 원본 문서에서 보존된 문서. 2014년 9월 26일에 확인함.
24. ↑  정조의 의무는 부부 간에 서로 성적인 순결을 지켜야 할 신의성실의 의무를 말한다. 민법은 이것을 적극적으로 규정하고 있지는 않지만 혼인의 본질상 당연히 인정되는 의무이다. 정조의 의무에 반하는 '부정한 행위'라고 하는 것은 간통을 포함하는 보다 넓은 개념으로서, 간통에까지는 이르지 않았다고 하더라도 일부일처제 하의 부부의 정조의 의무에 충실하지 않은 일체의 행위를 포함한다. 정조의 의무에 위반하여 배우자가 부정한 행위를 저질렀을 때에는 가정법원에 이혼을 청구할 수 있으며(민법 제840조 제1호), 더 나아가 성적인 관계에까지 나아갔을 때에는 이혼은 물론 간통죄로 형사고소할 수 있다(형법 제241조). 정조의 의무 위반 행위에 대해서는 해당 행위를 한 배우자를 대상으로 정신적·재산적 손해배상 청구가 가능하고, 제3자에 의하여 자신의 배우자의 정조가 침해당하였을 경우에 침해한 제3자에 대하여서도 불법행위의 책임을 물을 수 있다.
25. ↑  김정범. 간통죄 폐지론 보관됨 2013-10-14 - 웨이백 머신. 법률신문. 2007년 9월 17일.
26. 1 2 3  신종철. 대전가정법원 “성관계 없어도 타인 가정 파탄시키면 위자료 배상” 보관됨 2014-07-14 - 웨이백 머신. 로이슈. 2014년 6월 30일.
27. 1 2 3 4 5  “위자료”. 2014년 10월 8일에 원본 문서에서 보존된 문서. 2014년 10월 31일에 확인함.
28. 1 2  “재산분할”. 2014년 10월 7일에 원본 문서에서 보존된 문서. 2014년 10월 31일에 확인함.
29. ↑  대법원 선고 민상 판결 1961. 4. 27. 4293 536
30. ↑  대법원 선고 다 판결 1967. 2. 7. 66 2542
31. ↑  대법원 선고 도 판결 1975. 8. 19. 75 1712
32. ↑  대법원 선고 도 판결 1976. 9. 14. 76 107
33. ↑  대법원 선고 므 판결 1981. 7. 28. 80 77
34. ↑  대법원 선고 므 판결 1993. 6. 11. 93 171
35. ↑  대법원 1997. 1. 24. 선고 95도448 판결
36. ↑  대법원 선고 도 판결 1994. 2. 8. 93 2869
37. ↑  □ 대법원 1987. 1. 20. 선고 86므86 판결
38. ↑  한국을 대표하는 신여성, 박인덕[깨진 링크(과거 내용 찾기)]
39. ↑  전봉관 (2006년 4월 1일). “[전봉관의 옛날 잡지를 보러가다 ⑩] 조선의 ‘노라’ 박인덕 이혼사건”. 신동아. 510~523쪽면. 2008년 5월 16일에 확인함.
40. ↑  RHEA SANDIQUE-CARLOS (2012년 12월 31일). “가톨릭국 필리핀, 피임허용 이어 이혼도 가능해지나”. 월스트리트저널. 2013년 1월 4일에 원본 문서에서 보존된 문서. 2013년 1월 2일에 확인함.
41. ↑  Kate McGeown (2011년 6월 11일). 〈From Our Own Correspondent〉.  22:02-22:12 분. BBC. |시리즈=이(가) 없거나 비었음 (도움말)